# Schwarzbrust-Mangokolibri
Der Schwarzbrust-Mangokolibri (Anthracothorax nigricollis) oder  Schwarzkehlmango ist eine Vogelart aus der Familie der Kolibris (Trochilidae). Die Art hat ein großes Verbreitungsgebiet, das sich über Teile der Länder Panama, Kolumbien, Trinidad und Tobago, Venezuela, Guyana, Suriname, Französisch-Guayana, Brasilien, Ecuador, Peru, Bolivien, Paraguay und Argentinien erstreckt. Der Bestand wird von der IUCN als „nicht gefährdet“ (least concern) eingeschätzt.

## Merkmale

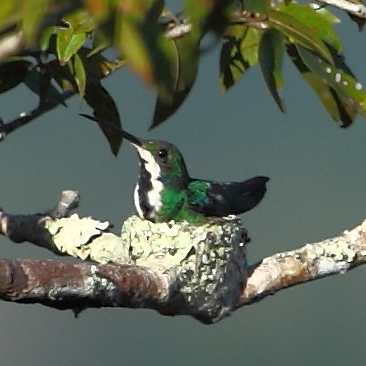
Schwarzbrust-Mangokolibri ♀

Der Schwarzbrust-Mangokolibri erreicht eine Körperlänge von etwa 11 bis 12 cm, wobei die Männchen ein Gewicht von ca. 5,5 bis 7,5 g und die Weibchen von ca. 6 bis 7,3 g haben. Das Männchen hat einen leicht gebogenen schwarzen Schnabel. Die Oberseite ist bronzegrün, die Unterseite in der Mitte von Brust und Bauch samtschwarz mit schillernden blaugrünen Säumen. Der Schwanz ist überwiegend kastanienfarben mit einer violetten Tönung  und dunklen blauen Säumen. Die Oberseite des Weibchens ist wie bei den Männchen. Auf der Unterseite haben sie einen zentralen samtschwarzen Streif vom Kinn bis zum Bauch, der von breitem Weiß zu beiden Seiten gesäumt ist. Der Schwanz ähnelt dem des Männchens, doch hat das Weibchen ein breites schwarzes subterminales Band, das weiß gefleckt ist. Jungvögel ähneln den Weibchen, wobei die Federn am Kopf und unteren Rücken braun gesäumt sind. Das Grün der Oberseite wirkt blasser und schillert nicht so stark. Oft haben sie verstreute weiße Federn an Kopf und Körper sowie gelbbraune Flügeldecken. Einige fast erwachsene Männchen entwickeln abweichende Farbmuster wie lange weiße Bartstreifen oder komplett weiße, halbmondartige Färbungen, die das Schwarz der Kehle abtrennen. Meist haben sie auch einen weißen Fleck hinter dem Auge. Weibchen in dem Alter haben gelegentlich weiße Flecken und orangebraune Flanken von der Kehle bis zum Bauch.

## Verhalten und Ernährung
Ihren Nektar holen sich Schwarzbrust-Mangokolibris meist an großen blühenden Bäumen wie Korallenbäumen, Eukalypten, an den zu den Wolfsmilchgewächsen gehörenden Arten der Gattung Mabea und den zu den Malvengewächsen gehörenden Arten der Gattungen Spirotheca und Tabebuia. Außerdem sammeln sie an Ranken und Gebüschen wie Aechmea, Bauhinien, Calliandra, Löwenohren, Russelia, Ixora und Hibiskus. Zusätzlich jagen sie in offenen Gebieten Insekten, oft um Baumkronen oder in anderem Blattwerk. Männchen besetzen ihr Futterterritorium, sind aber bei weitem nicht so aggressiv wie andere große und dominante Kolibris. Dabei zeigen sie Respekt vor anderen Arten, weniger aber vor Artgenossen. Das Verhalten von Schwarzbrust-Mangokolibris variiert je nach der Vegetation in verschiedenen Straten. An künstlichen Futterstationen, den sogenannten Feedern, bevorzugen sie die Zusatzstoffe mit Vitaminen gegenüber dem reinen Nektar oder Nektarzusätze mit Mineralien für Vögel.

## Lautäußerungen
Der Ruf besteht aus siebensilbigen hsl-hsl-hsl-hsl-hsl-hsl-hsl-Lauten, die prägnante twick- und tiuck-Laute beinhalten. Die Männchen singen auf hohen Bäumen sitzend. Diese gehören aber nicht zu spezifischen Leks.

## Fortpflanzung
Auf Trinidad brüten Schwarzbrust-Mangokolibris von Dezember bis Juli, an der Nordküste Venezuelas von Januar bis April, im Amazonas von Brasilien von Juli bis August und im Osten Ecuadors im August. In Kolumbien wird vermutet, dass sie das ganze Jahr brüten. Das kleine, kelchartige Nest bauen sie mit feinem, weißen Pflanzenmaterial, das sie mit Flechten dekorieren. Meist ist es an blätterlosen, horizontalen Zweigen angebracht, meist in Höhen zwischen 8 und 15 Metern über dem Boden, seltener in nur 1 bis 2 Metern oberhalb von Wasserläufen. Mitunter ist es über einen langen Zeitraum dem Sonnenlicht ausgesetzt. Die Höhe des Nests beträgt 30 mm, der äußere Radius 45 mm und der innere Radius 28 mm. Das Gelege besteht aus zwei Eiern. Ein Ei hat eine Größe von 14,3 bis 16,5 mal 9,1 bis 9,5 mm bei einem Gewicht von 0,61 g. Die einzelnen Eier werden an unterschiedlichen Tagen gelegt. Die Brutzeit variiert zwischen 16 und 18 Tagen, wobei nur das Weibchen brütet. Die Küken sind schwärzlich. Mit etwa 20 bis 24 Tagen werden die Nestlinge flügge. Die Jungtiere verbleiben dann noch drei bis vier Wochen bei der Mutter. Pro Jahr gibt es zwei Bruten. Schwarzbrust-Mangokolibris brüten zum allerersten Mal im zweiten Lebensjahr.

## Verbreitung und Lebensraum

Verbreitungsgebiet des Schwarzbrust-Mangokolibris

Der Schwarzbrust-Mangokolibri lebt in gartenähnlicher Vegetation und verstreuten Bäumen. Dies beinhaltet Parkanlagen, Gärten, Waldränder etc. in trockenen und feuchten Gebieten. Außerdem findet man ihn an Berghängen, die von Menschen landwirtschaftlich genutzt werden. Normalerweise kommt er in tropischen Gebieten in Höhen bis 1000 Meter vor. Im nördlichen Orinoco-Gebiet in Venezuela wurde er sogar bis 1400 Meter beobachtet.

## Migration
Von August bis September ziehen Schwarzbrust-Mangokolibris in höhere Gefilde. Im Osten Brasiliens wurde von langen Vogelzügen berichtet. Im Amazonasgebiet von Kolumbien sind sie von Juli bis Oktober, wenn die Korallenbäume Erythrina fusca blühen, relativ häufig, sind in den restlichen Monaten aber nur gelegentlich im Nationalpark Amacayacu zu beobachten. Ein Bericht aus dem Nordosten Argentiniens vom Mai 2010 belegt den südlichsten Punkt, an dem die Art bisher beobachtet wurde.

## Unterarten
Während die IOC World Bird List die Art als monotypisch betrachtet, sehen andere Autoren zwei Unterarten:
- Anthracothorax nigricollis nigricollis (Vieillot, 1817)[4] – die Nominatform ist über den Westen Panamas und Kolumbiens, Trinidad und Tobagos, Venezuela, Guyana, Suriname, Französisch-Guayana, Brasilien, den Osten Perus und Boliviens, Paraguay und den Nordosten Argentiniens verbreitet.
- Anthracothorax nigricollis iridescens (Gould, 1861)[5] kommt im Südwesten Ecuadors und dem Nordwesten Perus vor.

Der Status von A. n. iridescens ist in der Wissenschaft umstritten. So sehen einige Autoren diesen Kolibri als Unterart des Grünbrust-Mangokolibris (Anthracothorax prevostii (Lesson, RP, 1832)) und wieder andere Autoren gar als eigene Art Anthracothorax iridescens.

## Etymologie und Forschungsgeschichte
Louis Pierre Vieillot beschrieb den Schwarzbrust-Mangokolibri unter dem Namen Trochilus nigricollis. Das Typusexemplar stammte aus Brasilien. 1831 führte Friedrich Boie die Gattung Anthracothorax ein. Später wurde auch der Schwarzbrust-Mangokolibri dieser Gattung zugeordnet. Der Name leitet sich vom griechischen ἄνθραξ, ἄνθρακος ánthrax, ánthrakos für „Kohle, kostbarer Stein“ und θώραξ, θώρακος thōrax, thōrakos für „Brust“ ab. Der Artname ist ein lateinisches Wortgebilde aus nigri- für „schwarz-“ und -collis für „-halsig, -kehlig“. Iridescens „schillernd, schimmernd“ lässt sich vom lateinischen iridescere für „schillern, schimmern“ ableiten. Laut Alfred Laubmann hatte Adolf Neunteufel  (1909–1979) ein Exemplar im Departamento Alto Paraná und Emil Weiske (1867–1950) und Berthold Krüger 1911 im Departamento Concepción ein weiteres Exponat gesammelt.